# Gorstan
Gorstan (Schots-Gaelisch: An Goirtean) is een dorp in de buurt van Garve in de Schotse lieutenancy Ross and Cromarty in het raadsgebied Highland.